# Псковский 11-й пехотный полк
11-й пехотный Псковский генерал-фельдмаршала князя Кутузова-Смоленского полк — пехотная воинская часть Русской императорской армии.
- Старшинство — 25 июня 1700 г.
- Полковой праздник — 8 сентября.

## Места дислокации

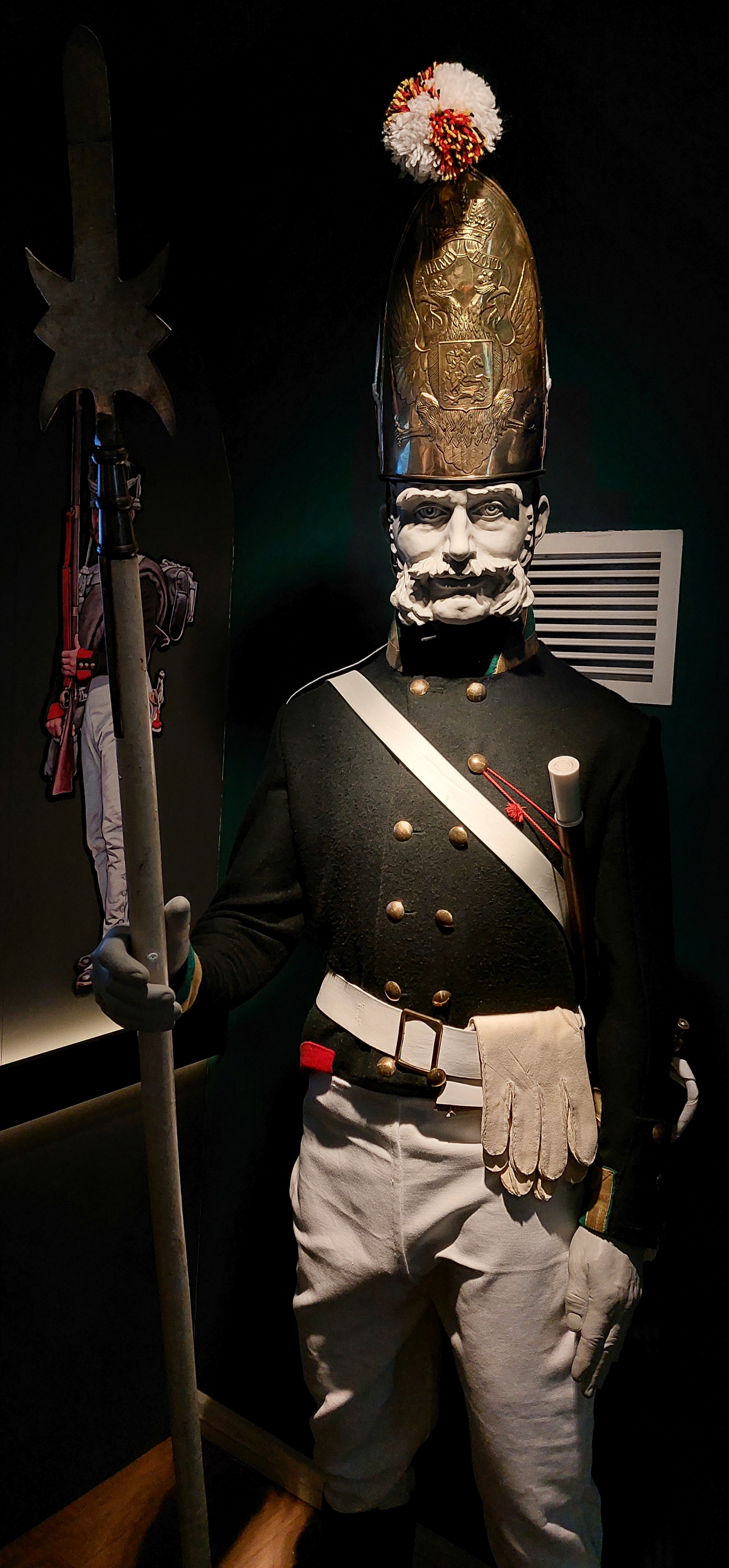
Унтер-офицер гренадерских рот Псковского мушкетёрского полка. 1805 год

- 1820 — Духовщина Смоленской губернии[1]. Второй батальон полка на поселении в Новгородской губернии. Полк находился в составе 3-й пехотной дивизии.
- 1867—1874 — Нижний Новгород
- 1875—1887 — Шуя
- 1887—1892 — Владимир
- 1893—1903 — Тула

## История полка
- 25 июня 1700 — Сформирован в Москве из даточных людей как солдатский Мевса.
- 12 октября 1706 — Пехотный Долбанова полк.
- 10 марта 1708 — Псковский пехотный полк.
- 25 апреля 1762 — Пехотный генерал-майора Ивана Нумерса полк.
- 6 июля 1762 — Псковский пехотный полк.
- 29 января 1796 — Псковский мушкетёрский полк.
- 11 января 1798 — Мушкетёрский генерал-майора Маркова полк.
- 27 ноября 1798 — Мушкетёрский генерала от инфантерии де Лассия полк.
- 26 октября 1799 — Мушкетёрский генерала от инфантерии Голенищева-Кутузова полк.
- 31 марта 1801 — Псковский мушкетёрский полк.
- 22 февраля 1811 — Псковский пехотный полк.
- 17 августа 1826 — Пехотный генерал-фельдмаршала князя Кутузова-Смоленского полк.
- 28 января 1833 — Присоединён 5-й егерский полк. Назван Псковским егерским полком.
- 1855 — Егерский генерал-фельдмаршала князя Кутузова-Смоленского полк[2]. (Одним из двух первых полков русской армии в награду получил «вечным шефом» генерал-фельдмаршала князя Михаила Илларионовича Кутузова-Смоленского).
- 17 апреля 1856 — Пехотный генерал-фельдмаршала князя Кутузова-Смоленского полк.
- 19 марта 1857 — Псковский пехотный генерал-фельдмаршала князя Кутузова-Смоленского полк.
- 25 марта 1864 — 11-й пехотный Псковский генерал-фельдмаршала князя Кутузова-Смоленского полк.

## Участие в боевых действиях

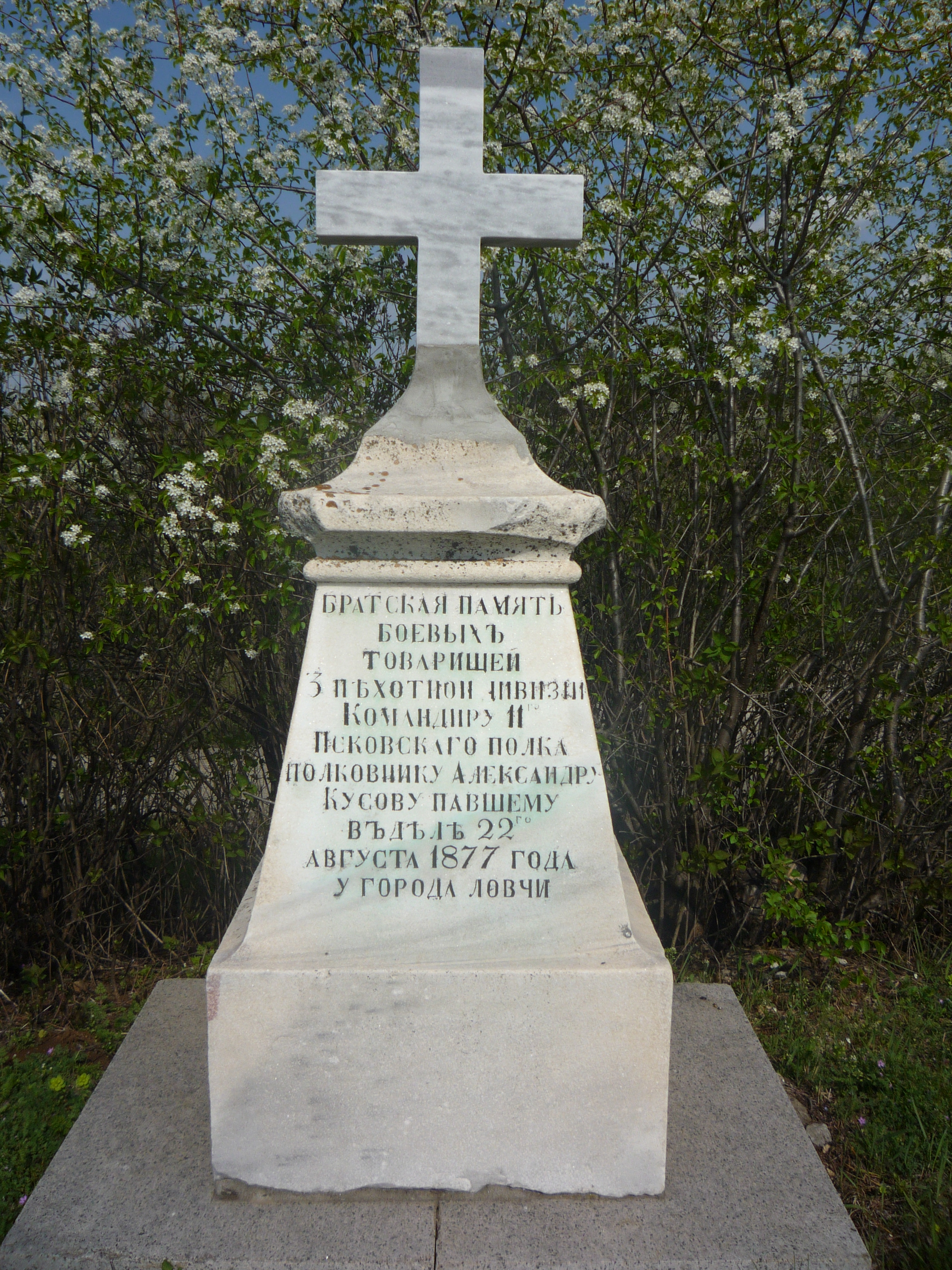
Памятник братской памяти боевых товарищей 3-й Пехотной дивизии, командиру 11-го Псковского пехотного полка полковнику Александру Ивановичу Кусову в г. Ловеч, Болгария

В 1700 году действовал под Нарвой, в 1704 году — под Нарвой и Дерптом, в 1708 году — под Добрым, в 1709 году — под Опошней и Полтавой, в 1709—1710 годах — под Выборгом и Ригой. В 1711 году участвовал в Прутском походе. В 1719 году участвовал в Шведских походах под Стокгольмом.
В XVIII столетии участвовал в войнах со Швецией, Пруссией, Турцией и Итальянском походе Суворова. В военных кампаниях против Наполеона отличился в сражениях под Фридландом, Городечью, Бауценом, Бриенном и Ла Ротьером.
Во время Первой мировой войны участвовал в боях на Юго-Западном фронте в составе 3-й пехотной дивизии 17-го армейского корпуса (последний действовал с 28 февраля 1915 г. по 3 апреля 1916 г. в составе 8-й армии, а с 1 мая 1916 г. по 19 августа 1917 г. — 11-й армии).

## Командиры полка
(Командующий в дореволюционной терминологии означал временно исполняющего обязанности начальника или командира).
- 05.06.1700 — хх.хх.1706 — полковник Мевс, Иван Иванович
- хх.хх.1706 — хх.хх.хххх — генерал-поручик Дальбон, Пётр
- 01.1711 — 02.1712 — полковник Фенинкбер, Иван Иванович (Велим фон Фененсбир (Фениксбирс))
- 02.1712 — хх.хх.1714[3] — полковник Штейн, Иван Ефимович
- хх.хх.1715 — хх.12.1722 — полковник Анцбук, Иван Фёдорович
- 12.1722 — 11.1726 — полковник Коррет, Корнелий Иванович
- хх.хх.хххх — после 22.12.1726 — полковник де Адельсдорф, Георгий Генрих
- до 1729 — 25.05.1734[3] — полковник фон Гаген, Георгий Арен-Рейх (Эренрейх)
- 12.11.1734 — 14.04.1740 — полковник (с 01.01.1738 генерал-майор) барон фон Кейзерлинг, Иван Иванович
- 14.04.1740 — 23.07.1751 — полковник Шишкин, Василий Филиппович
- 23.07.1751 — хх.10.1756 — полковник фон Штейн, Иван Карлович
- хх.10.1756 — 01.01.1760 — полковник Мантингайло, Григорий Петрович
- 01.01.1760 — 03.03.1763 — полковник Ланов, Николай Яковлевич
- 17.04.1763 — 05.10.1771 — полковник князь Урусов, Александр Иванович
- 05.10.1771 — 17.11.1772 — полковник фон Герсдорф, Фридрих Иоганн
- 17.11.1772 — 22.09.1779 — полковник Ламб, Иван Варфоломеевич
- 22.09.1779 — 21.04.1789 — полковник (с 01.01.1788 бригадир) князь Лобанов-Ростовский, Александр Иванович
- 21.04.1789 — 28.06.1794 — полковник Языков, Пётр Григорьевич
- 28.06.1794 — 11.01.1798 — полковник фон Ливен, Фёдор Андреевич
- 11.01.1798 — 07.09.1798 — генерал-майор князь Лобанов-Ростовский, Дмитрий Иванович
- 02.10.1798 — 29.01.1800 — подполковник (с 25.10.1798 полковник) Несветаев, Пётр Данилович
- 19.02.1800 — 24.09.1800 — полковник Лидерс, Николай Иванович
- 26.09.1800 — 28.07.1801 — подполковник Нестеров, Пётр Александрович
- 28.07.1801 — 13.01.1808 — генерал-майор (с 12.12.1807 генерал-лейтенант) Марков, Евгений Иванович
- 13.01.1808 — 01.09.1814 — полковник (с 21.11.1812 генерал-майор) Ляпунов, Дмитрий Петрович
- 29.08.1814 — 01.06.1815[4] — полковник Ховен, Роман Иванович
  - хх.хх.1814 — 01.06.1815 — командующий майор Бржезовский, Лаврентий Максимович
- 01.06.1815 — 12.12.1821 — полковник Нарышкин, Кирилл Михайлович
- 01.02.1822 — 30.06.1831 — подполковник (с 25.12.1826 полковник, с 31.03.1831 генерал-майор) фон дер Бригген, Эрнст Фромгольт
- 30.06.1831 — 17.03.1832 — подполковник (с 18.10.1831 полковник) Седлецкий, Виктор Францевич
- 17.03.1832 — 24.04.1834 — командующий подполковник Мейер, Игнатий Андреевич
- 24.04.1834 — 02.10.1836 — полковник Бершов, Григорий Иванович
- 02.10.1836 — 31.08.1847 — полковник (с 07.04.1846 генерал-майор) Каннабих, Александр Иванович
- 08.10.1847 — 24.05.1850 — полковник Чигир, Даниил Михайлович
- 24.05.1850 — 09.07.1860 — полковник Трубников, Яков Иванович
- 09.07.1860 — 24.09.1863 — полковник Деконский, Пётр Космич
- 17.11.1863 — 11.11.1866 — полковник Прохоров, Дмитрий Дмитриевич
- 11.11.1866 — 01.01.1869 — полковник Критский, Дмитрий Иванович
- 01.01.1869 — 23.08.1877 — полковник Кусов, Александр Иванович
- 15.09.1877 — 19.01.1878 — полковник Зубатов, Сергей Михайлович
- 19.01.1878 — 30.10.1885 — полковник (с 15.05.1883 генерал-майор) Колзаков, Николай Александрович
- 18.11.1885 — 26.02.1894 — полковник Сергеевский, Владимир Владимирович
- 08.03.1894 — 04.03.1898 — полковник Игнатьев, Николай Петрович
- 16.03.1898 — 16.09.1902 — полковник Корвин-Пиотровский, Пётр Александрович
- 15.10.1902 — 30.05.1904 — полковник Львов, Иван Николаевич
- 30.05.1904 — 03.10.1906 — полковник Грулёв, Михаил Владимирович
- 03.10.1906 — 13.05.1910 — полковник Дзичканец, Борис Алексеевич
- 28.06.1910 — 23.06.1914 — полковник Тяжельников, Михаил Иванович
- 23.06.1914 — 07.12.1915 — полковник Музеус, Владимир Александрович
- 07.12.1915 — 09.02.1917 — полковник Родцевич-Плотницкий, Леонтий Леонтьевич
- 16.02.1917 — 08.06.1917 — полковник (с 07.04.1917 генерал-майор) Протазанов, Тарас Михайлович
- 08.06.1917 — 19.10.1917 — полковник Соболев, Александр Петрович

## Шефы полка
- 1799—1813 — генерал-фельдмаршал князь Кутузов-Смоленский

## Отличия
Полковые отличия на 1914 год:
1. Полковое знамя Георгиевское с надписями: «За переход через Балканы в Декабре 1877 года» и «1700—1900». С Александровской юбилейной лентой. Высочайший приказ от 25.06.1900.
2. Знаки на головные уборы у нижних чинов и шейные знаки у офицеров, с надписью «За отличие»:
  1. в 1, 2 и 4-м батальонах — за подвиги в сражении с французскими войсками под Бриенном в 1814 году; Высочайший приказ от 5.01.1815;
  2. в 3-м батальоне — пожалованные 5-му егерскому полку за подвиги в Отечественную войну 1812 года; Высочайший приказ от 13.04.1813.
3. Георгиевские трубы:
  1. две с надписью «Псковского пехотного, в воздаяние отличных подвигов, оказанных в сражениях, бывших в 1814 году, Января 17-го дня при Бриен-Ле-Шато и 20 при селении Ла-Ротьер».
  2. одна с надписью «За отличие в течение кампании 1807 года против французов и за переход через Балканы в Декабре 1877 года».
4. Поход за военное отличие («гренадерский бой»). Пожалован 6.12.1831.

## Нагрудный знак
Утверждён 29 января 1911 года. Золотой Андреевский крест, по которому чёрной эмалью надпись: «11-й пехотный Псковский Мевса полк». По бокам креста серебряные двуглавые орлы и красной эмалью отображён год основания: «1700». Между верхними концами креста красный эмалевый вензель императора Николая II под золотой короной, а между нижними такой же вензель императора Петра I. Ещё ниже золотом дата: «1900».

## Знамёна полка
- 1712 год: Синие знамёна с псковским гербом.
- 16 февраля 1727 года: У первой фузелерной роты белое знамя с двуглавым орлом, Святым Георгием Победоносцем и Андреевским крестом на цепи; у остальных рот — «цветные» лазоревые знамёна с белыми зубчиками и псковским гербом.
- 1730 год: Утверждён герб для знамён полка (в золотом щите, на голубом поле барс бегущий по зелёной земле и над ним выходящая рука из облаков).
- 30 июля 1797 года: Пожалованы 10 знамён образца 1797 года. У одного крест белый, а углы зелёные с розовым пополам. У остальных крест зелёный, а углы розовые с белым пополам. Древки палевые.
- 1807 год: Георгиевское знамя за Фридланд.
- 1819 год: Даровано простое (без надписей) знамя образца 1816 года. Крест зелёный, углы белые.
- 16 июня 1833 года: 3-му и 4-му батальонам пожалованы Георгиевские знамёна с надписью: «За отличие при усмирении Польши в 1831 году», а 6-му батальону — простое знамя. Кресты знамён зелёные, углы белые, полоски между крестом и углами голубые.
- 25 июня 1838 года: 1-му и 2-му батальонам пожалованы знамёна с Александровскими лентами и надписями под орлом «1700-1850».
- 1878 год: 1-му и 2-му батальонам Псковского пехотного полка пожалованы Георгиевские знамёна, знамёна белые, в углах белые кружки.
- 1900 год: Пожаловано Георгиевское юбилейное знамя с образом Рождества Пресвятой Богородицы. Знамя белое, кайма знамени белая.

## Известные люди, служившие в полку
- Дубельт, Леонтий Васильевич — генерал от инфантерии, начальник штаба Корпуса жандармов, управляющий III отделением Собственной Его Императорского Величества канцелярии.
- Заславский, Иероним Иванович — старший врач полка, доктор медицины.
- Нелединский-Мелецкий, Юрий Александрович — сенатор.
- Рынкевич, Ефим Ефимович — действительный статский советник, Вятский гражданский губернатор.
- Чоглоков, Павел Николаевич — генерал-лейтенант, участник Наполеоновских войн.
- Шеле, Густав Христианович — генерал-майор, участник Наполеоновских войн, комендант Аландской крепости.

## Полковая церковь
Рождество-Богородичная церковь
- 1831 — иерей Ястрембский
- 1855—1864 — старший священник Афанасий Романович Левицкий
- 1855—1856 — церковник из солдат Дмитрий Барвинский
- 1856 — младший священник Иван Соловьёв
- 1864—1896 — протоиерей Михаил Степанович Альбов
- 1896—1897 — полковой священник Николай Финников
- 1899—1901 — священник Рафаил Прозоровский
- 1901—1905 — священник Николай Северов[2]